# Clitocybe à bonne odeur
Paralepistopsis amoenolens, Clitocybe amoenolens
Espèce
Synonymes
- Clitocybe amoenolens Malençon, 1975[2] (basionyme)[3]
- Clitocybe fallaciosa Malençon, 1959[4] (nom illégitime)[5]

Le Clitocybe à bonne odeur, Clitocybe (Paralepistopsis) amoenolens est une espèce de champignons basidiomycètes de la famille des Tricholomataceae. Il s'agit d'une espèce très toxique provoquant le syndrome acromélalgien caractérisé par des sensations de brûlures très douloureuses des extrémités des quatre membres (acrosyndrome) notamment les doigts et les orteils pendant 2 à 3 mois, voire des séquelles jusqu'à 6 mois.
Décrite en 1975 comme espèce nouvelle par Georges Malençon, mycologue français établi au Maroc, à partir de récoltes de la station d'Azrou, dans le Moyen Atlas marocain, placée dans le vaste genre Clitocybe sous le nom de Clitocybe amoenolens. Elle tombe ensuite dans l'oubli jusqu'à sa récolte en France par Marcel Bon en 1987, sa toxicité étant alors encore inconnue. Elle est recombinée par Alfredo Vizzini en 2012 dans le nouveau genre Paralepistopsis aux côtés du célèbre « Clitocybe tortionnaire japonais », avec lequel il partage certains caractères morphologiques, mycotoxicologiques et phylogénétiques : Paralepistopsis acromelalga,.
C. amoenolens est un champignon peu répandu, mais localement abondant, qui a intrigué Malençon pendant vingt ans et dont les notes inédites sont nombreuses et remarquablement détaillées. D'abord cité comme Clitocybe fallaciosa, il est publié et décrit en détail dans la Flore du Maroc sous le nom de C. amoenolens.
Il présente des basidiomes à port de Chanterelle (jeune), puis de Lepista inversa pour les grands spécimens plus âgés, à marge piléique enroulée. Le chapeau finit par être déprimé, mais non franchement infundibuliforme (en entonnoir), avec des couleurs tirant sur le roux foncé ou le brun rougeâtre. Sa chair blanche, de saveur douce, légèrement farineuse, dégage une forte odeur aromatique, évoquant celle d'Inocybe corydalina, ou la fleur d'oranger. Le Clitocybe à bonne odeur est morphologiquement très semblable au comestible Lepista inversa ou Clitocybe inversé, à odeur faible. La récolte de ce dernier à des fins culinaires devra donc être effectuée avec toute la prudence qui s'impose.
P. amoenolens est une espèce rare qui se rencontre essentiellement sous les conifères surtout sur sol calcaire, sur le pourtour méditerranéen de l'Espagne à la Turquie. En Europe, il a été récolté pour la première fois au Maroc, puis en France, en Maurienne (Savoie) et dans les Alpes-Maritimes. Sa toxicité était inconnue jusqu'aux intoxications françaises de 1996, élucidées en 1998 par les mycologues marseillais Pierre Neville et Georges Poumarat.

## Description

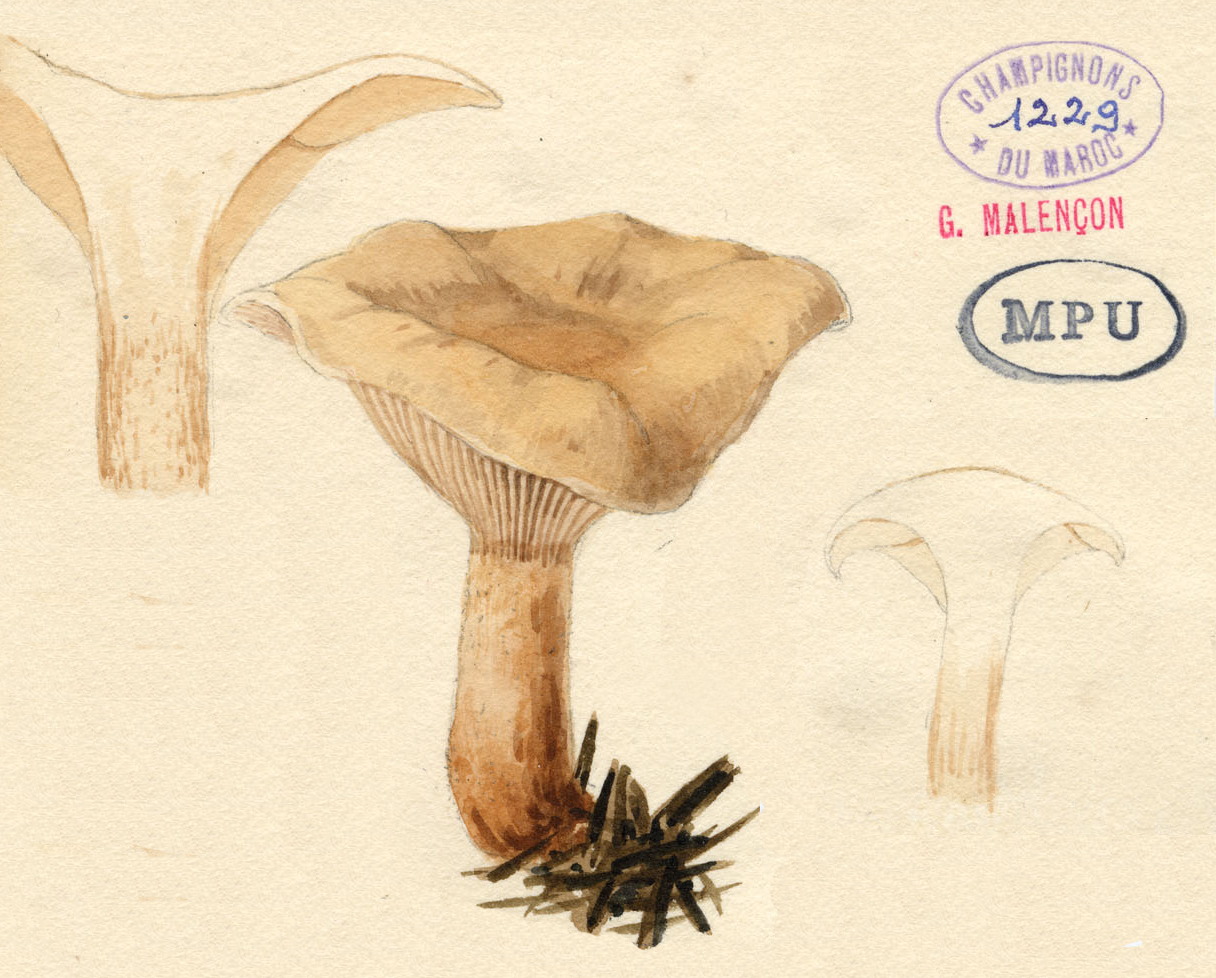
Clitocybe amoenolens, le Clitocybe à bonne odeur

Description macroscopique des récoltes savoyardes (d'après Charignon & Garcin, 1998)
Chapeau : 4-7 cm, convexe, bombé chez les jeunes, puis largement déprimé, mais jamais franchement en entonnoir.
Sa marge est longtemps enroulée, courtement cannelée par l'empreinte des lames, non hygrophane. Revêtement légèrement visqueux par temps humide, mat-givré chez les jeunes puis finement rompu en écailles plus ou moins redressées, à l'extrémité jaune-ocre clair à brun jaunâtre, puis roussissant fortement à partir du centre, avec des guttules plus sombres vers le centre, la marge conservant longtemps un aspect givré-pruineux.
Lames : moyennement serrées, 40-55, 1 à 3 lamellules, larges de 2-3 mm, décurrentes, nettement limitées en haut du pied, séparables quelques heures après la récolte, crème blanchâtre puis ochracé pâle, concolores au chapeau chez les jeunes ; arête entière, concolore.  
Sporée (herbier Malençon) : crème blanchâtre, estimée à Ha (code Romagnesi, 1967), 4 (code Dagron, inédit). Malençon précise : « sporée blanc pur », mais celle observée par Pierre-Arthur Moreau est nettement crème, ce qui concorde avec les observations de Champon (in Charignon & Garcin, 1997).
Le pied est plutôt robuste et court, de 2,5 à 4 cm de haut pour 5 à 10 mm d'épaisseur. Il est droit, cylindrique, fibreux et plein. Le revêtement piléique est mat, blanc à crème rosé en haut, fauve roux sur sa base, profondément enfouie dans la litière, à mycélium blanc cotonneux dense agglomérant les aiguilles ;
Chair : assez épaisse dans le chapeau, un peu élastique, fibreuse dans le pied, crème jaunâtre pâle à isabelle, à roux très pâle. Saveur fongique-subfarineuse, aprescente sur le tard. Odeur forte, aromatique, agréable, irinée, de seringat, de jasmin, de fleur d'oranger,,, ou encore rappelant Tricholoma caligatum ou Inocybe bongardi, écœurante à la fin. Réaction chimique : jaunâtre à KOH sur le revêtement piléique (intracellulaire).
Son mycélium est blanc et poudreux. Les lames, étroites, serrées et rarement fourchues, sont particulièrement décurrentes et colorées de crème rosé tirant un peu sur le fauve-orangé.
Les spores hyalines lisses et non amyloïdes sont en forme de pépins, mesurent de 5 à 6 μm par 3 à 4 μm et sont portées par 4 basides en forme de massue. Les lames, comme le chapeau, sont à hyphes bouclées et ne présentent pas de cystides,,,.

## Confusions possibles
Le Clitocybe à bonne odeur est caractérisé par ses chapeaux jaune roussâtre et son pied brun-roux, ses lames progressivement colorées d'orangé et surtout par sa bonne odeur parfumée. La confusion principale est celle concernant les comestibles Clitocybe inversé et Clitocybe gibba, qui s'en distinguent essentiellement la cuticule squamuleuse, leur odeur faible et une répartition plus continentale,.